# Palais de l'Indépendance
Le palais de l'Indépendance (en vietnamien : Dinh Dôc Lâp) ou palais de la Réunification, est un bâtiment historique de Hô Chi Minh-Ville, la plus grande ville du Viêt Nam. Il est conçu par l'architecte Ngô Viết Thụ, premier lauréat du prix de Rome en 1955. Le palais, construit entre 1962 et 1966 sur le site de l'ancien palais Norodom, est utilisé comme résidence officielle des présidents de la république du Viêt Nam (Sud Viêt Nam) de 1966 à 1975.

## Histoire

### L'ancien palais
Le palais original de style néo-baroque a été construit entre 1868 et 1873 pour accueillir le gouvernement de la Cochinchine française, sur des plans de l'architecte Achille-Antoine Hermitte (en), qui a conçu l'ancien hôtel de ville de Hong Kong, et terminé après sa mort en 1870, par Eugène Codry. Il fut longtemps surnommé « palais Norodom », d'après l'avenue du même nom, qui menait au palais. L'édification du palais engloutit à elle seule le quart du budget des services de travaux publics de la colonie[réf. nécessaire].

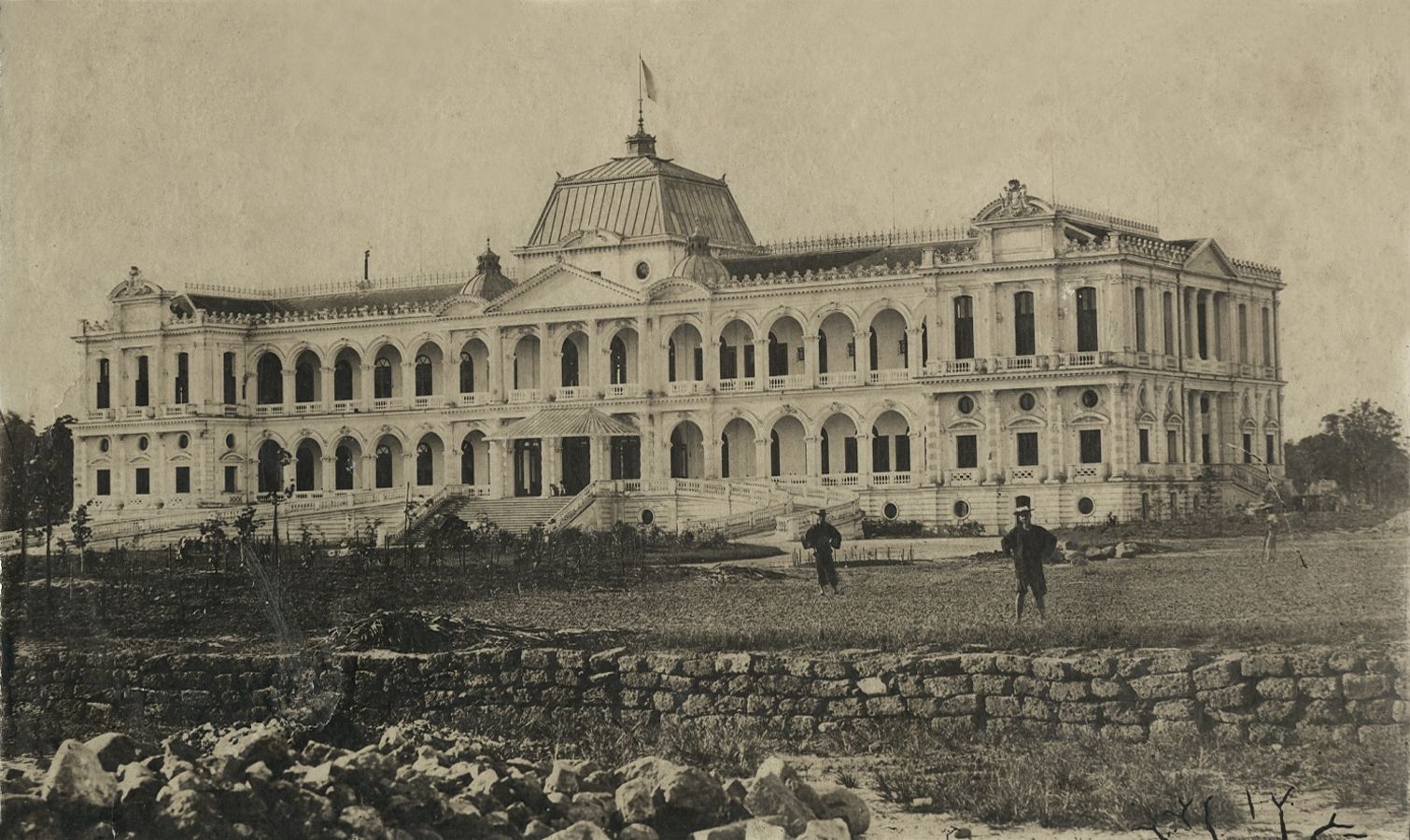
Le palais Norodom vers 1875.
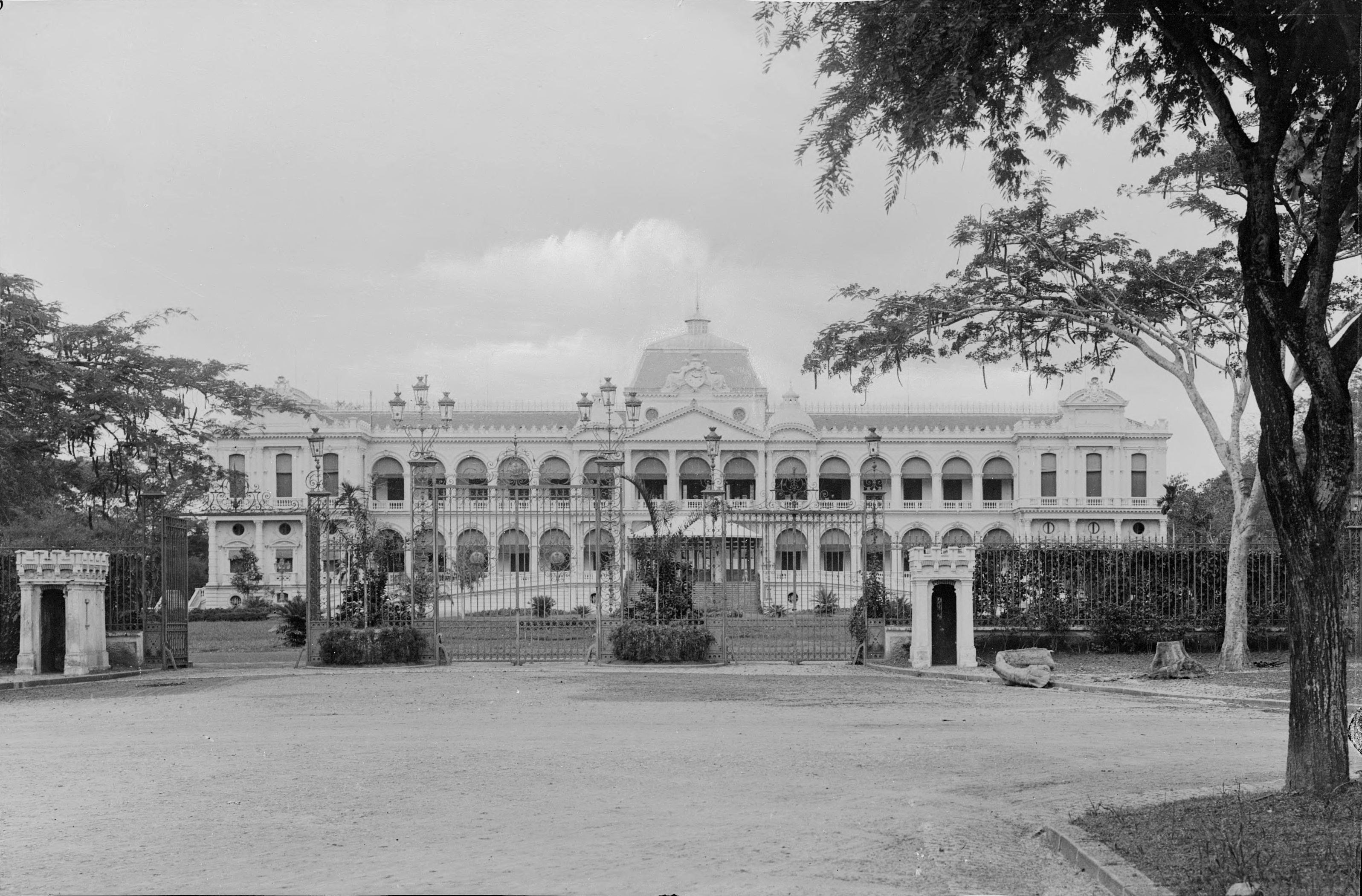
Le palais Norodom  en 1896.

À la suite de la création de Indochine française en 1887, le palais est utilisé par le gouverneur général de l'Indochine française (le gouverneur de la Cochinchine réside quant à lui dans un nouveau batiment, le palais Lagrandière). Après le transfert du gouvernement général de l'Indochine à Hanoï par Paul Doumer au tournant du siècle, le batiment n'est occupé que par intermittence par les gouverneurs généraux lors de leurs visites à Saïgon.
C'est dans le palais que l'Amiral Jean Decoux reçoit le 9 mars 1945 l'ultimatum japonais et est, par suite de son refus, interné du 9 Mars au 30 Septembre 1945.
Le 12 juillet 1953, la France accepte de transférer la palais aux autorités vietnamiennes, transfert qui a lieu en septembre 1954. En 1955, le Premier ministre Ngô Đình Diệm renverse l'empereur Bảo Đại et devient président de la République (Sud Viêt Nam). Diêm renomme le palais, palais de l'Indépendance, et à partir de 1956, il utilise ce bâtiment comme palais présidentiel. 
Le 27 février 1962, peu après 7 heures du matin, le palais présidentiel est bombardé par deux avions de chasse pilotés par deux lieutenants de l'Armée de l'air sud vietnamienne. Ceux-ci voulaient assassiner le président Diem et mettre fin à sa politique extrêmement impopulaire. L'attentat est un échec, mais le bâtiment en ressort lourdement endommagé. Ngô Dinh Diệm donne alors l'ordre de le faire démolir et de construire à son emplacement l'édifice actuel, selon le projet de l'architecte vietnamien Ngô Viết Thụ, lauréat du prix de Rome en 1955. Ngô Dinh Diệm, assassiné lors d'un coup d'État en 1963, ne voit pas la fin des travaux.

### Le nouveau palais
Achevé en 1966, le nouveau palais reste résidence présidentielle jusqu'au 30 avril 1975, date qui marque la chute de Saïgon et la fin de la guerre du Viêt Nam. Ce jour-là, les chars de l’avant-garde nord-vietnamienne convergent vers le bâtiment. Un blindé T-54 enfonce alors les grilles du palais, puis un soldat en sort et court hisser le drapeau du Front national de libération du Sud Viêt Nam au balcon du 4e étage tandis que le général Dương Văn Minh, nommé 48 h auparavant président du Sud-Vietnam, est arrêté. Le palais est ensuite reconverti en site historique.

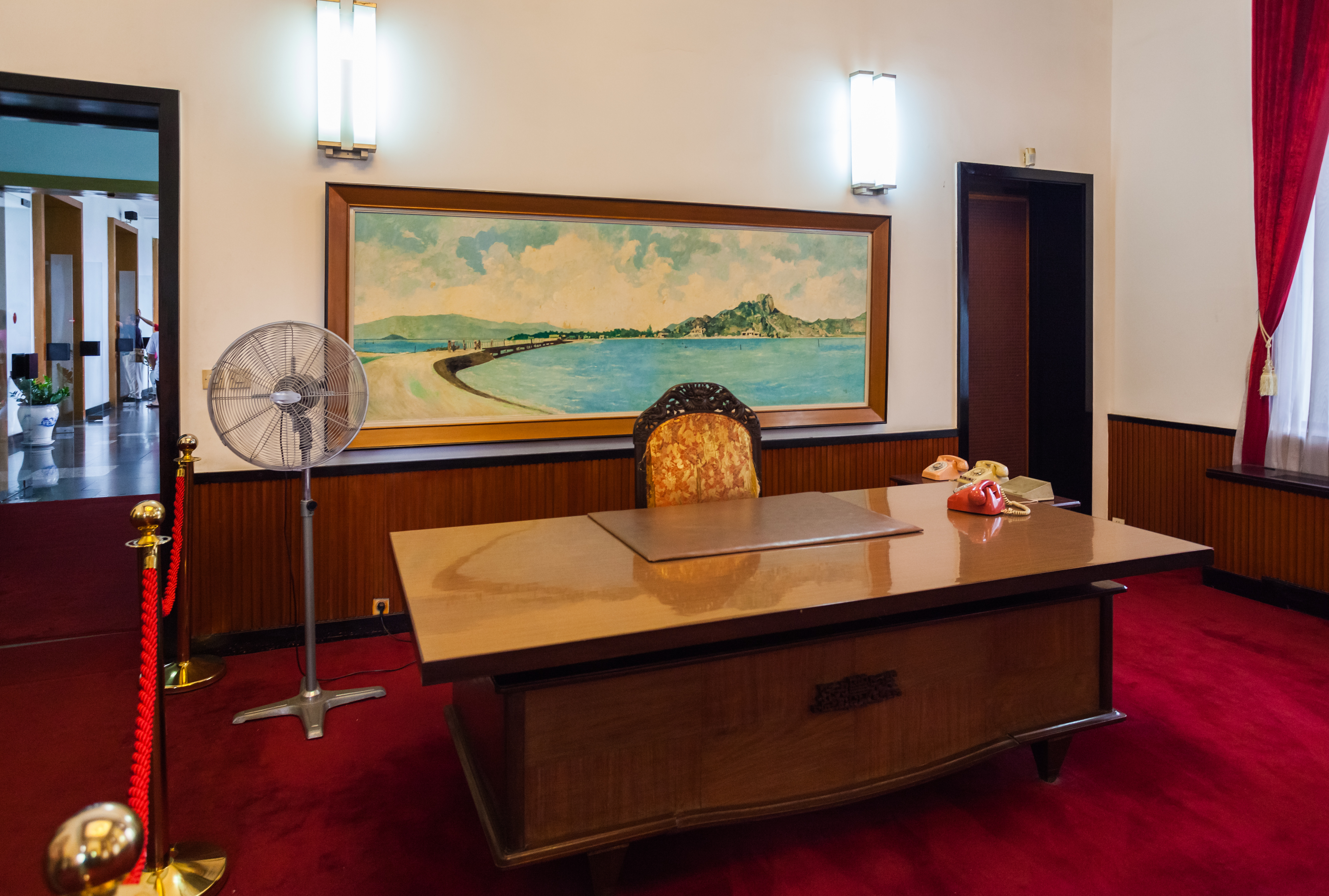
Le bureau présidentiel.
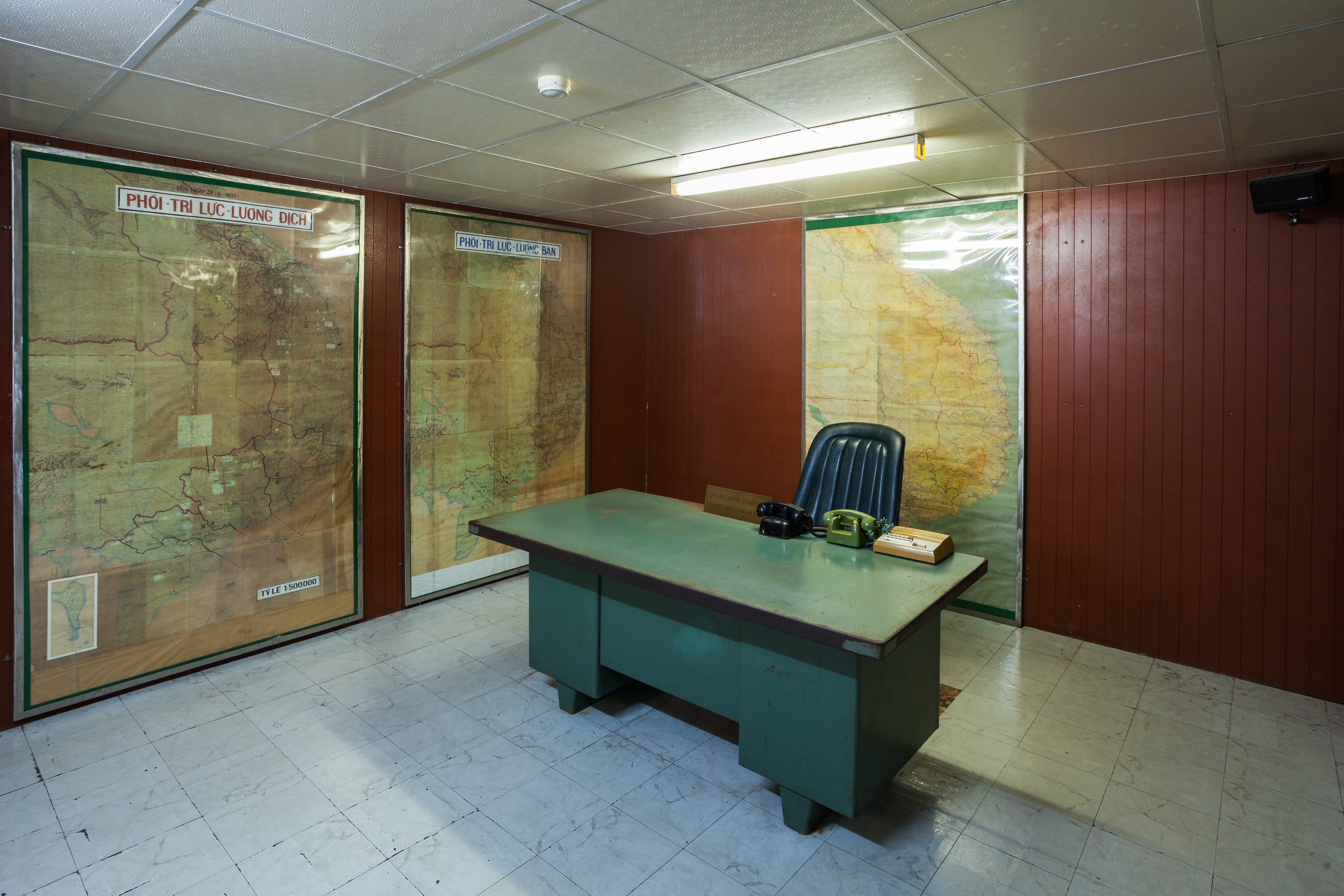
Le vieux salon de guerre situé dans les sous-sols.
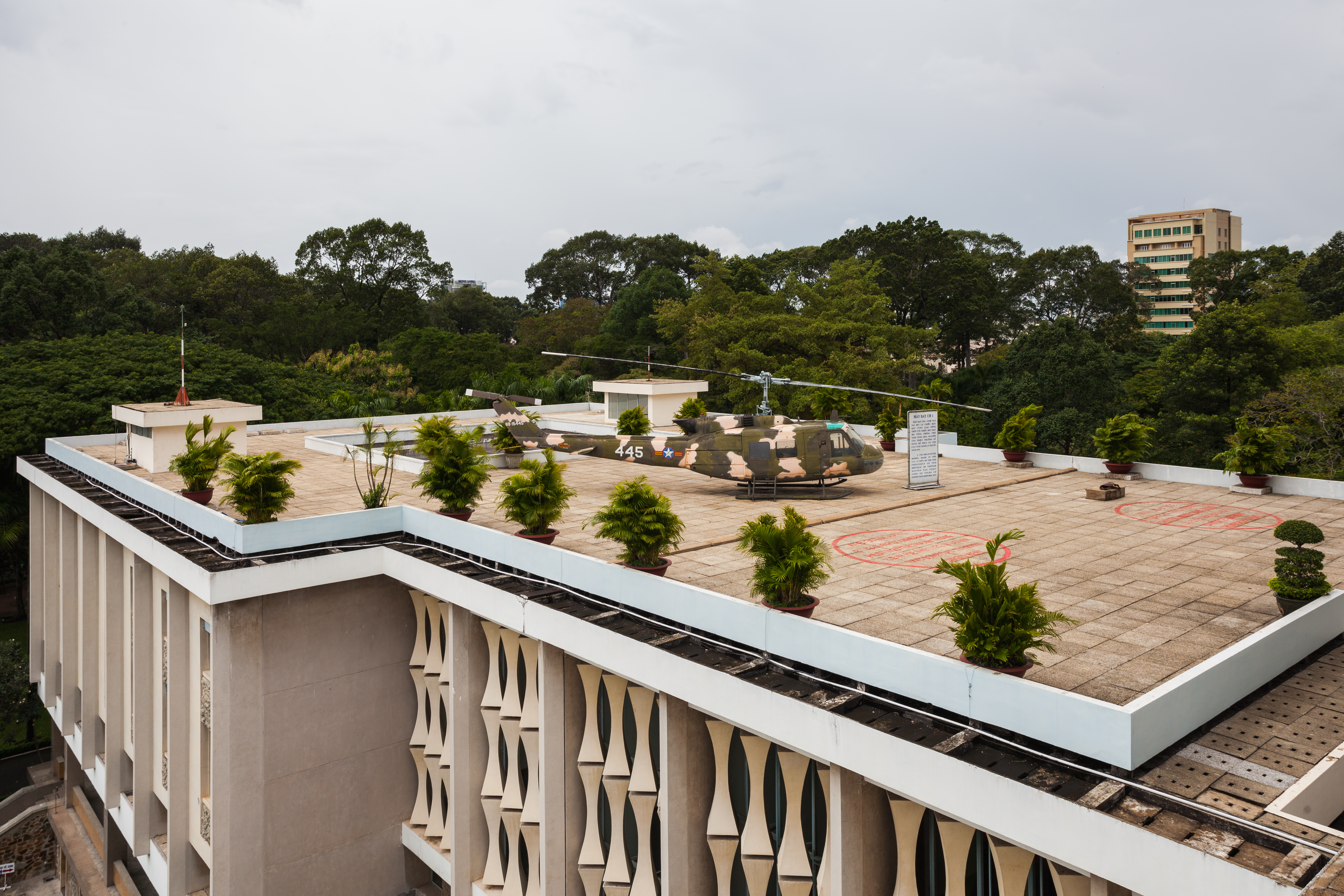
La piste d'hélicoptère sur la terrasse.
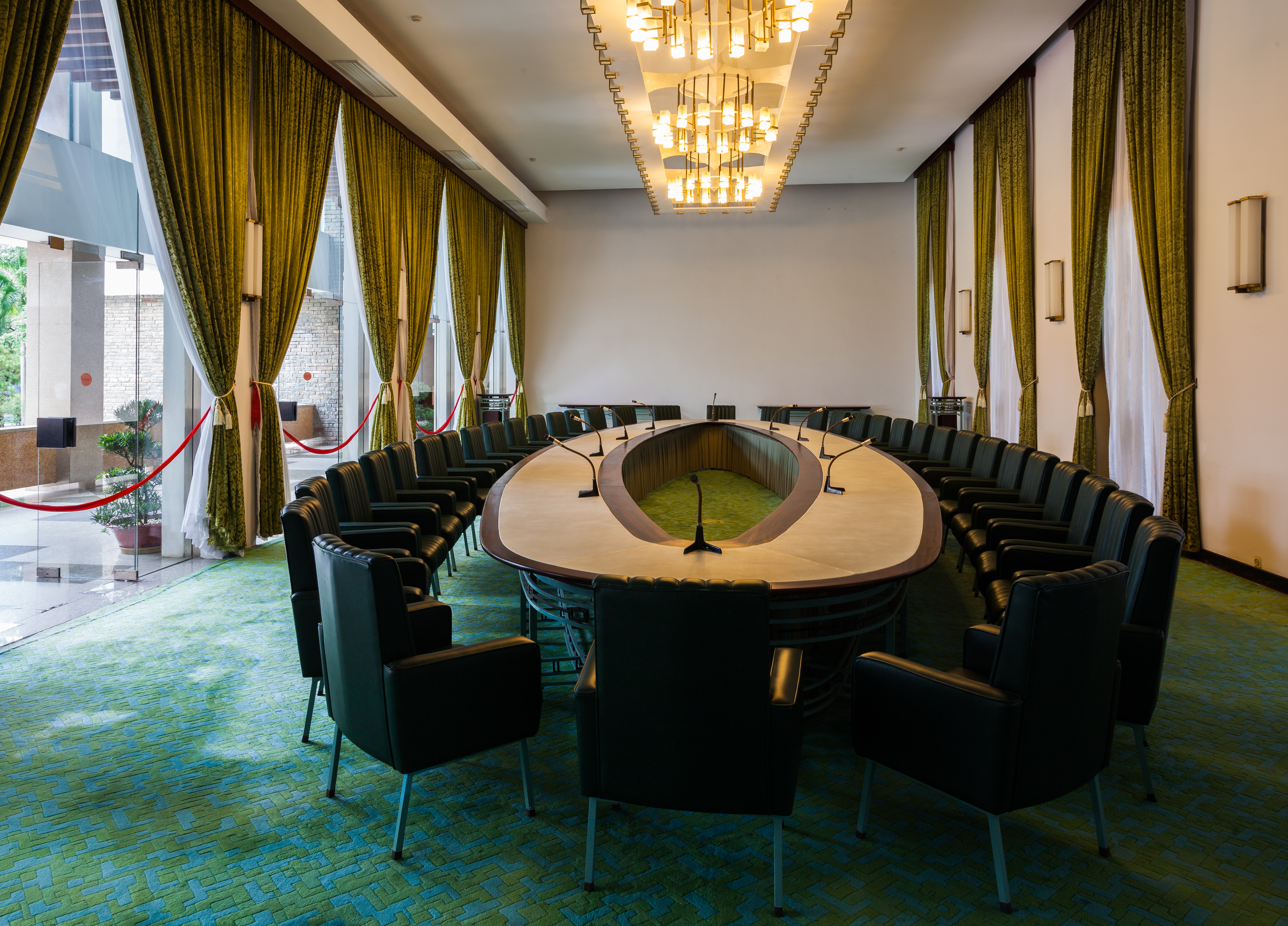
La salle des banquets.